# Barco de desembarco ruso Azov
El barco de desembarco Azov, ex-BDK-54 (en ruso: Азов [БДК-54]) con número de gallardete 151, es un buque del proyecto 775 (designación OTAN: Clase Ropucha) que entró en servicio en la Flota del Mar Negro de la Armada Soviética y, desde la disolución de la URSS, ha estado en servicio misma flota de la Armada de Rusia.

## Diseño
Su construcción comenzó el 22 de noviembre de 1988 en el astillero naval Stocznia Północna de Gdańsk, entonces parte de la República Popular de Polonia. Se botó el 19 de mayo de 1989 y fue asignado el 12 de octubre de 1990 con el nombre BDK-54.
Los buques del proyecto 775 cuentan con una eslora de 112,5 metros, manga de 15 y un calado de 3,7 m. Su desplazamiento es de 3.450 t, aunque puede llegar a las 4.080 si están a plena carga. Su propulsión son dos motores diésel de 9.600 caballos de potencia cada uno que mueven sus respectivas hélices. Su autonomía operativa es de 11.300 kilómetros a una velocidad de crucero de 28 Km/h o un tiempo de navegación de 30 días. Su tripulación es de hasta 98 marineros pudiendo llevar de carga hasta 10 carros de combate principales junto a 340 soldados u otras configuraciones de hasta 500 t de carga.

## Historial
El 23 de noviembre de 1998, la Armada de Rusia rebautizó el buque como Azov, en honor del crucero lanzamisiles Azov de clase Kara que sirvió en la Armada Soviética entre 1975 y 1991, y en la rusa de 1991 a 1998.
El Azov fue objeto de la modernización más a fondo recibida por los buques del proyecto 775, designada 775M, siendo uno de los tres únicos buques tan modernizados junto al Peresvet (ex-BDK-11) y el Korolev (ex-BDK-61)

### Misión en el Mediterráneo
En 2018, el Azov fue desplazado al mar Mediterráneo junto a las fragatas Almirante Grigorovich y Almirante Essen para reforzar la escuadra permanente del Mediterráneo rusa, una unidad naval dependiente de la Flota del Mar Negro utilizada como parte del contingente ruso en la Operación Militar en Siria.

### Invasión rusa de Ucrania
En la primavera de 2022, con el inicio de la invasión rusa, se encontraba recibiendo reparaciones de mantenimiento en la base naval de Sebastopol. Su mando fue recaído en el capitán de 2.º rango Serguéi Lutsenko.
Según las Fuerzas Armadas de Ucrania, el Azov, junto al buque de desembarco de su misma clase, Yamal, fue alcanzado por misiles Storm Shadow en la noche del 23 al 24 de marzo de 2024, habiendo resultado en su hundimiento.